# می‌توانستم رؤیازده باشم
«می‌توانستم رویازده باشم» (به انگلیسی: I Could Have Been a Dreamer) عنوان دوازدهمین تک‌آهنگ گروه هوی متال دیو و دومین تک‌آهنگ از آلبوم ای‌پی رویاهای پلید ببین است.